# Severus Snape
Severus Snape (9 de janeiro de 1960 – 2 de maio de 1998) é um personagem fictício da série Harry Potter, da autora J. K. Rowling. Na tradução brasileira recebeu o nome de Severo Snape. Ele é caracterizado como uma pessoa de grande complexidade, cujo exterior controlado e friamente sarcástico oculta angústia e emoções profundas. No primeiro livro da série, Snape é um professor que desde o começo é hostil para com Harry. Conforme a série progride, o personagem de Snape torna-se mais enigmático e profundo. Rowling não revela totalmente os detalhes de suas reais lealdades até o fim do último livro, Harry Potter e as Relíquias da Morte. Durante o correr da série, a representação de Snape muda daquele professor malicioso e perseguidor para um personagem principal de considerável intringância e ambiguidade moral. Foi diretor da Sonserina até o sexto ano de Harry Potter em Hogwarts, onde tratava de tal forma os seus alunos que chegou a ser o maior medo de uns dos tais, sendo este uma das personagens principais, Neville Longbottom. 
Na série, Snape é um bruxo excepcionalmente habilidoso que ensina Poções na Escola Magia e Bruxaria de Hogwarts. No sexto livro, ele ensina Defesa Contra as Artes das Trevas, (deixando a matéria de Poções para Horácio Slughorn) numa posição que sabe-se que ele queria ao longo da história. Na maior parte da série, as ações de Snape parecem servir ao vilão maior, Lord Voldemort, apesar de que o mentor de Harry, Dumbledore, frequentemente aconselha Harry de que, apesar das ações e animosidade de Snape, ele e suas reais lealdades são confiáveis. No sexto livro, Snape mata Dumbledore e se torna diretor de Hogwarts. Porém, nos capítulos finais do sétimo livro, morre nas mãos de Voldemort, atacado e ferido mortalmente por Nagini, serpente do Lorde das Trevas, revelando suas memórias e a história de fundo real de Harry, em seus últimos minutos, para o leitor. No epílogo, Harry descreve-o como "um dos mais valentes homens que conheceu". 
O personagem gerou e continua a gerar grande controvérsia entre os leitores, visto que muitos dos mesmos afirmam que, apesar do seu contributo para a luta contra Voldemort, os seus atos de bullying contra os seus alunos é imperdoável. Rowling descreveu-o como "uma bênção de personagem" cuja história ela já sabia desde o primeiro livro. O ator Alan Rickman interpretou Snape em todos os oito filmes de Harry Potter, lançados entre 2001 e 2011.

## Representação nos filmes
Severus Snape aparece em todos os oito filmes de Harry Potter,[carece de fontes?] representado pelo ator britânico Alan Rickman. Rickman foi escolha pessoal da Rowling para esse personagem. Alan teve conversas com Rowling sobre seu personagem aonde tornou-se um dos poucos da série a saberem da autora o futuro do personagem antes do fim da série de livros. "Bem cedo ele já sabia que o personagem esteve apaixonado por Lily," disse Rowling. "Alan precisava entender […] de onde veio essa amargura em relação ao garoto que é o exemplo vivo da preferência de Lily por outro homem."
Rickman usou esse conhecimento das lealdades máximas de Snape ao longo dos filmes para decidir como executar certas cenas, entregar falas específicas, ou usar a linguagem corporal para cobrir emoções específicas. Quando os diretores do filme perguntavam a Alan o porquê dele estar executando a cena de certa maneira, ou entregando uma fala de maneira específica, Rickman simplesmente respondia que ele sabia algo que eles não.
A performance de Rickman como Snape foi amplamente elogiada pelos críticos, fãs e pela própria Rowling. O Entertainment Weekly listou Rickman como uma das estrelas de cinema mais populares de 2007 por sua performance de Snape, dizendo "Como o frio, sem humor, instrutor de magia Severus Snape, Rickman pode não ter muito tempo de tela — mas cada minuto em que aparece é todo dele."[carece de fontes?] Rickman também notou as reações dos fãs; em uma entrevista, ele disse ter descoberto "que as pessoas em geral adoram o Snape. Ele é sarcástico, inflexível, etc, etc. Mas ele também é fascinante. Eu me divirto bastante personificando ele." Rickman foi nomeado para diversos prêmios por sua representação de Snape, e em 2011, conseguiu ser eleito a melhor representação de personagem da série de filmes Harry Potter.